# 程锡庚
程锡庚（Sih-Gung Cheng，1893年—1939年4月9日）字莲士，江苏镇江人。中华民国政治人物、外交官。程锡庚最終在天津遇刺身亡。

## 生平
程锡庚18岁自南京江南高等学堂毕业，获清廷授举人。中华民国初年，任北京政府海军部秘书，奉派留学英国。从民国3年（1914年）到民国8年（1919年），他在伦敦经济学院学习。程锡庚获得伦敦大学经济学科学博士学位。其后赴法国巴黎大学法科学习，后来又到美国哥伦比亚大学学习。程锡庚著有《现代中国政治研究》（Modern China: a political study），1919年在英国牛津出版。他先后获荐为美国国际法学会会员、伦敦经济学会会员。1919年巴黎和会时，程锡庚作为学者参加中国代表团。1920年回国。民国10年（1921年），出任北京政府外交部条约研究会秘书，曾经到瑞士日内瓦出席国际联盟大会，担任国际联盟行政会中国代表团秘书。民国12年（1923年），出任北京政府财政部秘书、全国财政讨论会专门委员。从1923年起，他历任北京政府外交部顾问，财政部秘书、参事，曾在督办中俄会议事宜公署工作，还曾任关税特别会议委员会专门委员。
民国17年（1928年），程锡庚奉派到法国巴黎，办理中法退还庚款案。民国19年（1930年），出任南京大陆银行经理。民国21年（1932年），出任财政部监务署编译处处长。1931年九一八事变发生以后，程锡庚在中国报刊上发表多篇文章分析日本的侵略活动。民国23年（1934年），出任南京国民政府外交部驻北平特派员，办理山西省、绥远省、河北省等省的交涉事宜，同日本周旋。不久，冀察政务委员会成立，程锡庚奉调回外交部。1936年，任南京国民政府外交部条约委员会委员。1936年4月6日，外交部川康特派员办事处在重庆成立，程锡庚为第一任特派员。
民国26年（1937年），程锡庚加入日本控制下的中华民国临时政府，此后任中国联合准备银行天津分行经理，他也是该分行的第一任经理。1939年3月，又获任命为天津海关监督，接替温世珍。
民国28年（1939年）4月9日当晚19点30分左右，正在天津英租界大光明戏院看电影《贡格丁大血战》的程锡庚被枪擊，当场死亡。同时，在大光明影院欲捉枪手的白俄人曼舒罗夫（音译）被枪击成重伤，瑞士人格拉萨被射杀。暗杀程锡庚的组织是青年自发形成的群众团体“抗日杀奸团”（该团部分人员为军统天津站人员，但该团和军统天津站无隶属关系），该团成员祝宗梁（南开中学学生）、袁汉俊（该团总务干事、南开中学学生）等人执行了暗杀程锡庚任务，由祝宗梁亲手枪杀了程锡庚。此事酿成了程锡庚事件，引起日本和英国的外交纠纷，双方围绕天津英租界事后逮捕的4名嫌疑人（蓝向隆、蓝隆、李德祥、沈向金，均非直接刺杀者）的引渡问题来回交涉。1939年6月14日，日本正式封锁天津英租界，此即“天津英租界危机”。1939年9月28日，日本宪兵队和天津英租界工部局、天津法租界工部局警察同时开展行动，逮捕大批天津英租界内的中国国民党地下人员，关押在天津英租界工部局、天津法租界工部局。此即“九二八大搜捕”，华北区的中国国民党地下组织遭到1937年抗日战争爆发以来的最大损失。

## 著作

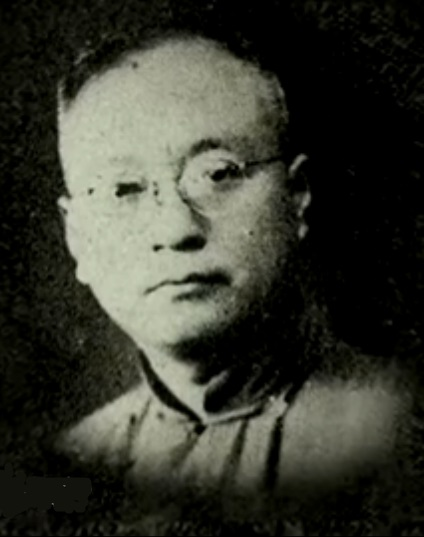
程锡庚

- Sih-Gung Cheng, Modern China: a political study, Oxford at the Clarendon Press, 1919.
- Sih-Gung Cheng, The Chinese as a warrior in the light of history, East and West, Ltd., 1926.

## 延伸阅读
- 外交部驻平特派员程锡庚招待美国经济考察团留影，申报图画特刊1935第6期（总第122期）
  - 國民政府外交部駐北平特派員程錫庚招待美國遠東經濟考察團合影，载 中華民國歷史圖片檔案二卷（2），團結出版社，2002年
- Yüan-ning Wen, Imperfect Understanding, Kelly & Walsh, 1935（其中有Mr. S. G. Cheng（程锡庚先生）篇）
  - 王雨霖，评《不够知己》的编注，光明网，2005-05-07 （页面存档备份，存于）
- 祝宗梁 编写，抗日杀奸团回忆录，自印本，2007年
- 陈恭澍，上海抗日敌后行动，《传记文学》第四十四卷第二期，1984年2月
  - 陈恭澍，军统第一杀手回忆录2，中国友谊出版公司，2010年11月